# Уэйли, Артур
Артур Уэйли (англ. Arthur David Waley, 19 августа 1889[…], Танбридж-Уэллс — 27 июня 1966[…], Лондон) — английский ориенталист, синолог и переводчик.

## Биография
Из еврейской семьи. Закончил Кембридж. Работал в Британском музее. В 1914 взял девичью фамилию бабушки по отцовской линии. Был близок к группе Блумсбери, одним из первых оценил творчество Рональда Фербенка.

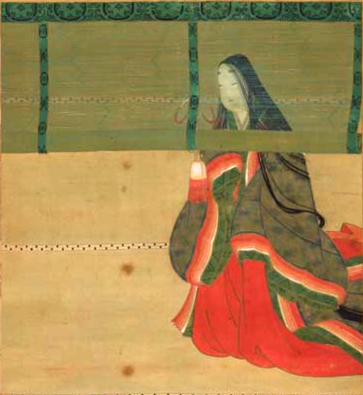
Сэй Сенагон

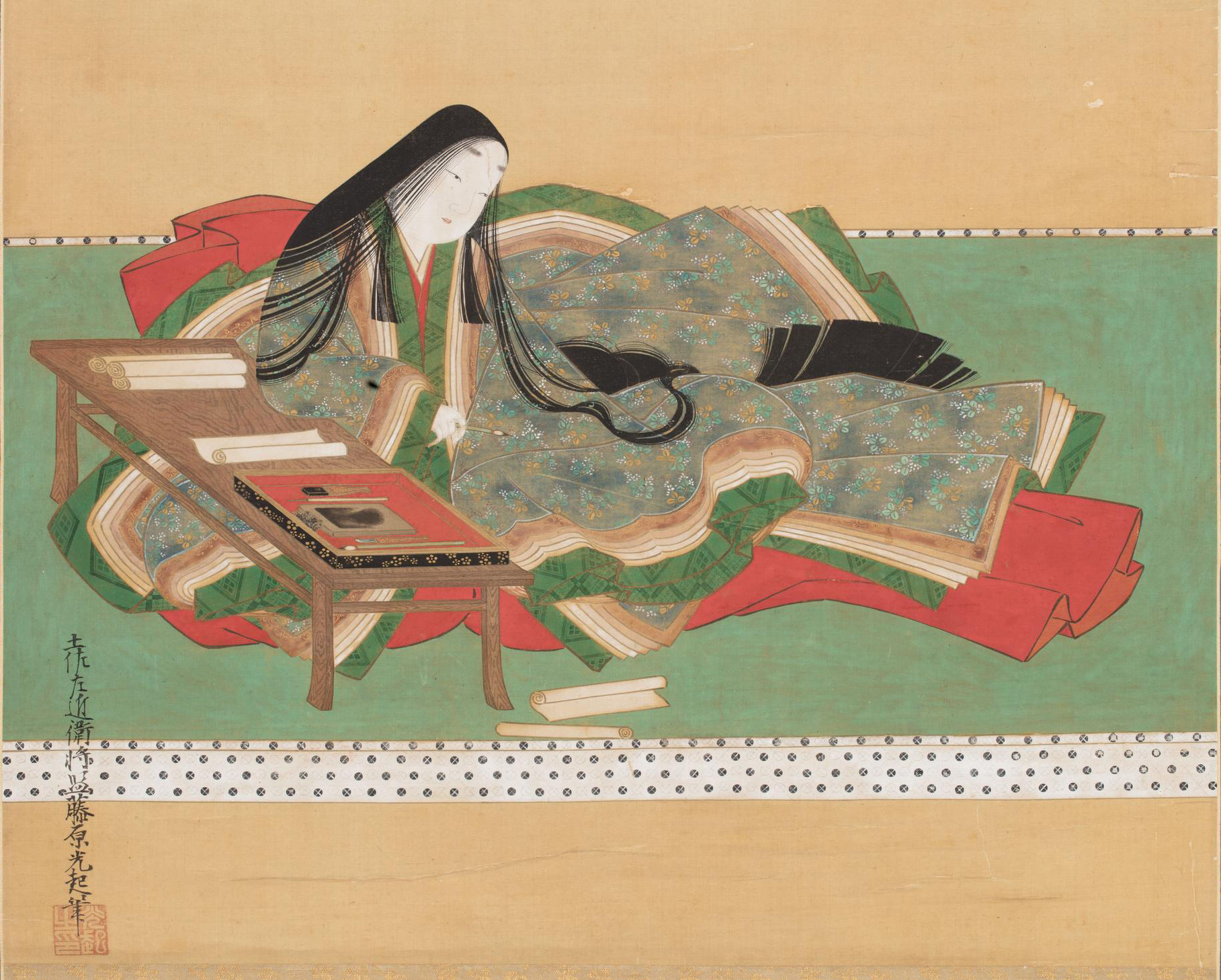
Мурасаки Сикибу

## Труды
Благодаря его переводам 1910—1950-х годов Запад узнал «Повесть о Гэндзи» Мурасаки Сикибу, «Записки у изголовья» Сэй Сёнагон, Дао Дэ Цзин и сочинения Конфуция, стихи Бо Цзюйи, Трипитаку и многое другое.

## Влияние
Уэйли был одним из тех, кто в XX в. формировал представления Запада о Востоке. В частности, он повлиял на востоковедческие интересы Эзры Паунда, был одним из постоянных источников Борхеса.

## Признание и награды
Орден Британской империи (1952), Орден Кавалеров Чести (1956). Удостоен золотой медали королевы за поэзию (1953).

## Издания
- Collected writings on China. Richmond: Routledgecurzon, 2005